# Cindy Albracht
Cindy Albracht (Genève, 1975) is een Nederlandse violiste.
Albracht werd geboren in Zwitserland maar groeide op in Nederland. Ze studeerde in Amsterdam bij achtereenvolgens Else Krieg, Jan Repko en Davina van Wely. Daarna studeerde ze verder in Wenen bij professor Gerhardt Schulz. 
Albracht is eerste violiste in het Mahler Chamber Orchestra en aanvoerder van de tweede violen in Het Gelders Orkest.
Als soliste won ze onder meer de Zilveren Vriendenkrans van het Concertgebouw in Amsterdam. In 1999 behaalde ze de derde prijs op het Nationaal Vioolconcours Oskar Back. 
Albracht speelt op een viool gebouwd door Alessandro Gagliano.